# 조천항 (제주시)
조천항(朝天港)은 제주특별자치도 제주시 조천읍 조천리에 있는 어항이다. 1972년 3월 13일 지방어항으로 지정되었다. 관리청은 제주특별자치도, 시설관리자는 제주시장이다.

## 어항 연혁
조천관이란 本是 초가가 대부분인 빈한(貧寒)한 마을로 형성되고 있는데 몇몇군데 옛날의 와가(瓦家)가 존재하고 있다. 그중 와가는 본시 조천관 출신인사들이 이조 때 서울에서 관작(官爵)을 받아 가지고 온 진사 판사 정헌 정급의 관사들이 생활하던 고사(古舍)였다. 지금으로부터 약 8백여년 전의 생활 흔적과 조천 지경의 속칭이나 지물 등으로 고찰하여 볼 때 필연적으로 이주도로에서 약 0.5km 내지 1km 올라간 성역에 촌가를 이루어 옛날의 조천관을 형성하고 있었다.
- 1439년(세종5년) 조천관소(朝天館所)의 군인은 마·보병이 합계 1백 3명이 주둔한 자연포구
- 1920년대 일제강점기 지방항구로 개항
- 1935년 3개년 계속사업으로 100m의 방조제 축조 공사를 시공하였으나 1937년 중일전쟁의 발발로 공사는 중지
- 1972년 3월 13일 제2종 어항으로 지정
- 1994년 6월 조천항에 대한 개발 계획 수립
- 2005년 12월 1일 지방어항으로 변경되었다.

## 어항 구역
- 수역: 방파제 선단부에서 직선으로 90m 이지점에서 직각으로 육지부와 연결하는 선내의 수역
- 어항구역면적 : 243,000m2,  항내수면적: 65,000m2

## 어항 시설
- 방파제 170m, 물양장 320m, 호안 30m, 선착장 180m

## 문화
이곳으로 길운절의 난에 암행어사로 온 32세 김상헌이 남사록, 이건이 관리와 함께 들어왔다 제주풍토록을 남겼다.

## 같이 보기
- 연북정 - 제주특별자치도 유형문화재 제3호
- 조천진성